# Cream Reunion Tour
Die Cream Reunion Tour war eine Konzerttournee der britischen Supergroup Cream. Die Band um Eric Clapton, Ginger Baker und Jack Bruce einigte sich auf vier Konzerte im Vereinigten Königreich und drei weitere Zusatztermine in den Vereinigten Staaten. Es handelte sich dabei und die letzten öffentlichen Auftritte der Gruppe. Einige Konzertmitschnitte der Tournee wurden auf dem Live-Album und dem Musikfilm Royal Albert Hall London May 2-3-5-6, 2005 festgehalten und veröffentlicht.

## Konzerttermine
| Nr.             | Datum            | Land                   | Stadt           | Veranstaltungsort     | Besucherzahl            | Einnahmen    |
| Europa          | Europa           | Europa                 | Europa          | Europa                | Europa                  | Europa       |
| --------------- | ---------------- | ---------------------- | --------------- | --------------------- | ----------------------- | ------------ |
| 1               | 2. Mai 2005      | Vereinigtes Konigreich | London          | Royal Albert Hall     | 18.088 / 18.088         | $ 3.618.727  |
| 2               | 3. Mai 2005      | Vereinigtes Konigreich | London          | Royal Albert Hall     | 18.088 / 18.088         | $ 3.618.727  |
| 3               | 5. Mai 2005      | Vereinigtes Konigreich | London          | Royal Albert Hall     | 18.088 / 18.088         | $ 3.618.727  |
| 4               | 6. Mai 2005      | Vereinigtes Konigreich | London          | Royal Albert Hall     | 18.088 / 18.088         | $ 3.618.727  |
| Nordamerika     |                  |                        |                 |                       |                         |              |
| 5               | 24. Oktober 2005 | Vereinigte Staaten     | New York City   | Madison Square Garden | 56.151 / 56.151         | $ 10.615.025 |
| 6               | 25. Oktober 2005 | Vereinigte Staaten     | New York City   | Madison Square Garden | 56.151 / 56.151         | $ 10.615.025 |
| 7               | 26. Oktober 2005 | Vereinigte Staaten     | New York City   | Madison Square Garden | 56.151 / 56.151         | $ 10.615.025 |
| Zusammenfassung | Zusammenfassung  | Zusammenfassung        | Zusammenfassung | Zusammenfassung       | 74.239 / 74.239 (100 %) | $ 14.233.752 |

## Besucher
Alle vier Konzerte in der Londoner Royal Albert Hall waren laut Billboard und den Veranstaltern 3A Entertainment, Jef Hanlon und Jack Utsick ausverkauft. Insgesamt wurden für die Konzerte in England 18.088 Karten mit einem Preis zwischen 142.07 US-Dollar und 331.49 US-Dollar verkauft. Die von Ron Delsener in New York City veranstalteten Auftritte waren ebenfalls ausverkauft. Hier wurden rund 10,6 Millionen US-Dollar erwirtschaftet bei 56.151 verkauften Karten. Insgesamt trat die Band vor 74.239 Konzertbesuchern auf und erzielte Ticketerlöse von mehr als 14,2 Millionen US-Dollar. Die Konzerte zogen aber auch Prominente aus dem Musikgeschäft an. So waren beispielsweise Chris Blackwell, Tim Burton, Lyor Cohen (Vorstand Warner Music Group), Alice Cooper, David Gilmour, Tom Freston (Geschäftsführer Viacom), Billy Joel, Brian May, Paul McCartney, Dave Navarro, Eric Nicoli (Vorstand EMI Records), Jimmy Page, Bill Roedy (Vorstand MTV), Philippe Starck, Ringo Starr, Mick Taylor, Keith Urban, Roger Waters, Steve Winwood und Bill Wyman im Publikum.